# Oknówka (zwyczajna)
Oknówka zwyczajna, oknówka, jaskółka oknówka (Delichon urbicum) – niewielki gatunek ptaka wędrownego z rodziny jaskółkowatych (Hirundinidae). Rozmnaża się w Europie, zachodniej i środkowej Azji oraz północnej Afryce, a zimuje w Afryce Subsaharyjskiej oraz południowej i południowo-zachodniej Azji. Żywi się owadami, które złapie w locie. Migruje na obszary, gdzie insekty latające występują obficie. Głowę i wyższe partie ciała ma czarne z niebieskim połyskiem, biały kuper i dolne partie ciała. Występuje zarówno na otwartych terenach, jak i w pobliżu siedzib ludzkich. Z wyglądu jest podobny do dwóch innych gatunków z rodzaju Delichon, które są endemiczne dla wschodniej i południowej Azji. Posiada dwa powszechnie uznawane podgatunki.
Zarówno naukowa jak potoczna nazwa gatunku wiążą się z wykorzystywaniem przez ptaka budynków do celów lęgowych. Buduje gniazdo na zewnętrznych ścianach – zarówno murowanych, jak i drewnianych, blisko poddasza, gzymsów lub framug okiennych lub w podobnych miejscach. Nadaje swojej siedzibie kształt półkolistej, zamkniętej czarki, którą lepi z błota. Gniazduje zwykle w koloniach, dlatego odchody tych zwierząt mogą znacznie zanieczyszczać budynki należące do ludzi.

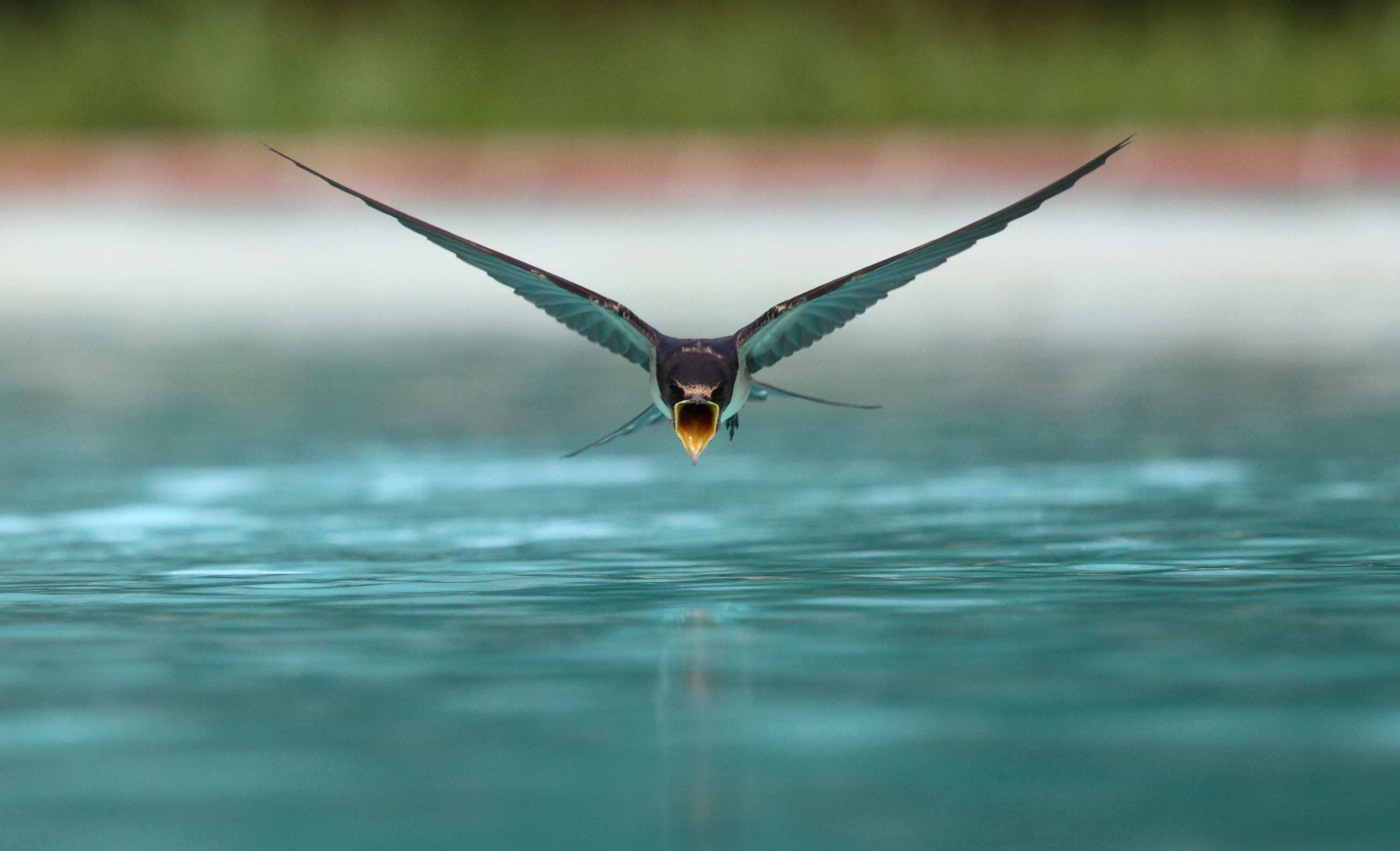
Oknówka pijąca w czasie lotu nad basenem

Na oknówkę poluje m.in. kobuz (Falco subbuteo) i tak jak inne ptaki jest atakowana przez pasożyty wewnętrzne i zewnętrzne, takie jak pchły i roztocza, jednak jej zasięg występowania jest szeroki, a liczebność populacji wysoka, co sprawia, że nie jest zagrożona w skali światowej. Występowanie wśród ludzi spowodowało, że ptak był przedmiotem wielu odniesień kulturowych i literackich.

## Systematyka
Oknówka po raz pierwszy zgodnie z zasadami nazewnictwa binominalnego została opisana przez Linneusza w 10. edycji Systema Naturae, w roku 1758, jako Hirundo urbica, jednak to Thomas Horsfield i Frederic Moore umieścili ją w obecnym rodzaju Delichon w 1854. Słowo Delichon to anagram terminu χελιδών (chelīdōn), pochodzącego z greki klasycznej i znaczącego: „jaskółka”, a nazwa gatunkowa urbicum (urbica do 2004 z powodu nieporozumienia związanego z gramatyką łacińską) oznacza po łacinie: „z miasta”.
Wszystkie cztery gatunki z rodzaju Delichon wyglądają podobnie. Mają ubarwione na czarno z niebieskim połyskiem górne części ciała, z którymi kontrastuje biały kuper oraz białawe dolne partie. W przeszłości czasami uważano oknówkę za ten sam gatunek, co oknówka wschodnia (D. dasypus), która gniazduje w górach centralnej i wschodniej Azji, a zimuje w Azji Południowo-Wschodniej. Oknówka jest podobna też do oknówki nepalskiej (D. nipalense), zasiedlającej góry południowej Azji.
Obecnie (2022) zwykle wyróżnia się dwa podgatunki oknówki: nominatywny – D. u. urbicum i południowy – D. u. meridionale, opisany przez Ernsta Harterta w 1910.
Dawny podgatunek lagopodum (oknówka syberyjska) był uznawany za konspecyficzny (należący do jednego, tego samego gatunku). Oknówka syberyjska rozmnaża się na wschód od rzeki Jenisej do Kołymy i na południe do północnej Mongolii i północnych Chin; zimuje w południowych Chinach i południowo-wschodniej Azji. Gatunki zostały rozdzielone na podstawie różnic morfologicznych i wokalnych (takie ujęcie systematyczne stosuje np. Międzynarodowa Unia Ochrony Przyrody – IUCN, autorzy Kompletnej listy ptaków świata oraz Międzynarodowy Komitet Ornitologiczny – IOC). Zostały opisane także inne rzekome podgatunki, takie jak orientalis, vogti i alexandrovi, ale nie są one obecnie uznawane.

## Występowanie
Oknówka występuje w zależności od podgatunku:
- D. u . urbicum gniazduje na terenach od umiarkowanej, wschodniej Eurazji po centralną Mongolię i rzekę Jenisej w zachodniej Syberii. Na zimę migruje szerokim frontem głównie do subsaharyjskiej Afryki.
- D. u. meridionale gniazduje w północnej Afryce (Maroko, Tunezja i północna Algieria), południowej Europie i dalej na wschód po zachodnio-środkową Azję (po Tienszan i Kaszmir). Zimuje w Afryce i południowo-zachodniej Azji.

Nielicznie zimuje także w południowych Indiach (nie podano, który podgatunek). 
Preferowanym siedliskiem oknówki jest otwarty teren z niską roślinnością, taki jak pastwiska, łąki i pola uprawne, najlepiej w pobliżu wody. Chociaż gatunek występuje również w górach do wysokości co najmniej 2200 m. Znacznie częściej występuje w miastach w porównaniu do jaskółki dymówki, gnieździ się nawet w centrach miast, jeśli powietrze jest wystarczająco czyste. Bardziej prawdopodobne niż w przypadku innych jaskółek eurazjatyckich jest spotkanie jej w pobliżu drzew, ponieważ zapewniają pożywienie złożone z owadów, a także miejsca do gniazdowania. Gatunek ten zwykle nie korzysta z gniazd w trzcinie preferowanych przez migrujące jaskółki dymówki. Wykorzystuje podobne otwarte siedliska na zimowiskach, ale oknówka jest mniej widoczna niż zimujące dymówki, ponieważ zwykle lata wyżej i prowadzi bardziej wędrowny tryb życia. W tropikalnych częściach zimowisk, np. w Afryce Wschodniej, wydaje się, że występuje głównie na wyższych obszarach.
Oknówka jest ptakiem migrującym, który przemieszcza się szerokim frontem (tzn. europejskie ptaki nie wykonują krótkich przepraw morskich odbywanych przez duże szybujące ptaki, ale przekraczają Morze Śródziemne i Saharę). Podczas migracji żywią się owadami w powietrzu i zwykle podróżują za dnia. Migracja niesie ze sobą zagrożenia; w 1974 kilkaset tysięcy ptaków tego gatunku znaleziono martwych lub umierających w szwajcarskich Alpach i okolicach, zaskoczonych przez obfite opady śniegu i niskie temperatury. Przeżycie dorosłych osobników podczas jesiennej migracji zależy głównie od temperatury, a opady są kolejnym ważnym czynnikiem, ale dla młodych osobników niskie temperatury w sezonie lęgowym są bardziej krytyczne. Oczekuje się, że ponieważ według przewidywań ekstremalne warunki pogodowe będą występować częściej wraz ze zmianami klimatu, przyszłe wskaźniki przeżycia będą bardziej zależały od niekorzystnych warunków pogodowych niż obecnie.
Oknówka powraca na tereny lęgowe kilka dni po pierwszych dymówkach; tak jak ten gatunek, zwłaszcza gdy pogoda jest zła, rzadko trafia prosto na miejsca lęgowe, ale poluje na pożywienie nad dużymi zbiornikami słodkiej wody. Istnieją zapisy o tym, że migrujące oknówki zostają, by rozmnażać się w Namibii i Południowej Afryce zamiast wracać na północ.
W Polsce występuje jako liczny ptak lęgowy, lokalnie nawet bardzo liczny. Spotyka się ją w wysokich górach, w polskich warunkach do 1200 m n.p.m. Licznie występuje w całym kraju w trakcie migracji. Przeloty od kwietnia i maja, a odloty od końca sierpnia do połowy października. Ostatnie jaskółki są widywane jeszcze w listopadzie. Nie są spotykane podczas zimy. W przeciwieństwie do innych jaskółek w Europie Środkowej, populacje oknówek są na stałym poziomie liczebności – na wsiach wprawdzie ich liczność maleje, ale w miastach tych jaskółek znacznie przybywa. Na niektórych terenach ich sytuację poprawia budowa sztucznych gniazd.

## Charakterystyka

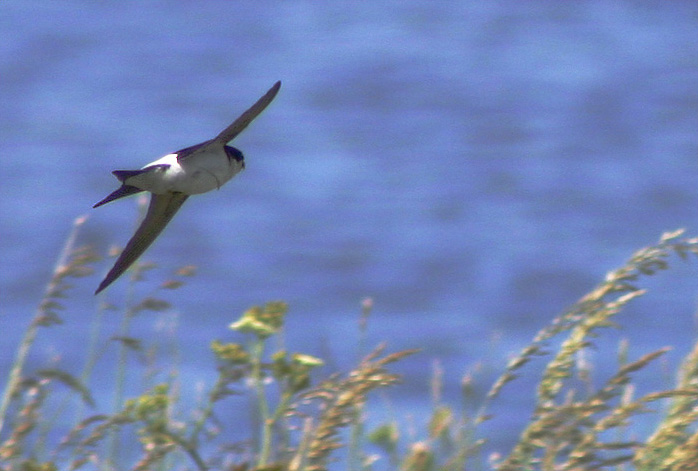
Jaskółka oknówka w locie

### Cechy gatunku
Brak dymorfizmu płciowego – obie płci tego samego rozmiaru. Ogon znacznie mniej wcięty niż u dymówki. Upierzenie – wierzch ciała czarny z metalicznym połyskiem, spód, brzuch i kuper biały (nad ogonem znajduje się duża prostokątna biała plama), szare podgardle. Ma czarny dziób i ciemnobrązowe oczy. Młode pozbawione są połysku – bardziej matowe od góry, a od spodu białawe z brązowym odcieniem. Wielkością prawie dorównuje wróblowi, jest wyraźnie mniejsza od jerzyka.
Choć mylona czasem z dymówką różni się od niej na pierwszy rzut oka. Oknówka w przeciwieństwie do dymówki ma nogi pokryte białymi piórami aż do pazurków. Poza tym jest nieco mniejsza, bardziej krępa, ma czarny wierzch ciała z niebieskim połyskiem, a spód czysto biały. W locie różnicę widać po płytszym wcięciu ogona i białym kuprze. Nieco inaczej wygląda gniazdo jaskółki oknówki i czasem odmienna jest jego lokalizacja.

### Zachowanie
Oknówka, podobnie jak inne jaskółki, świetnie, zwinnie lata i w powietrzu spędza każdego dnia wiele godzin. Wznosi się wyżej niż dymówki, rzadziej szybuje, a częściej trzepoce skrzydłami i w powietrzu przelatuje od nich szybciej. Rzadziej natomiast leci tuż nad ziemią. Na ziemię zlatuje tylko po to, by zebrać materiał budulcowy (błoto) na gniazdo. Chodzi po niej niezgrabnymi krokami. Nocuje w gromadach w koronach drzew i krzewach. Migruje również zwykle grupowo. Nie boi się człowieka (w bezpośredniej jego obecności zakłada gniazda), choć pozostaje wobec niego ostrożna. 

### Wymiary średnie
Dorosła jaskółka z zachodniego podgatunku nominatywnego mierzy 13 cm. Rozpiętość skrzydeł od 26 do 29 cm, masa jej ciała to średnio 18,3 g.

### Głos
Jej śpiew słychać głównie na dachach i gdy leci w powietrzu. Jej cichy świergot jest mniej melodyjny niż u dymówki. Głos wabiący brzmi jak „czrr czrr sier sier”, a w locie „crip”. Zawołanie alarmowe to przenikliwe „tsir”.

## Biotop
Gatunek uległ silnej synantropizacji. Pojawia się na najbardziej zurbanizowanych terenach – zamieszkuje osiedla ludzkie (głównie miasta), śródmieścia, w tym miejskie blokowiska (dymówka tak zaludnione obszary pomija). Preferuje okolice zbiorników wodnych. Większa część populacji zasiedla budowle oddalone od terenów bardzo zaludnionych. Widuje się ją też w górach. Na obszarach rolniczych zagęszczenie znacznie może się wahać – wynosi od kilku do kilkunastu par lęgowych przypadających na 1 km². W miastach te wartości są zupełnie inne – w niektórych na badanych powierzchniach naliczono nawet ponad 500 par lęgowych. Latem nad większymi zbiornikami widuje się koncentracje oknówek liczące setki osobników, a nawet tysiące. W pobliżu lęgowisk wymagają obecności szlamistych kałuż (mogą też być sztuczne), skąd biorą materiał do budowy gniazd.

## Zachowanie

### Rozmnażanie

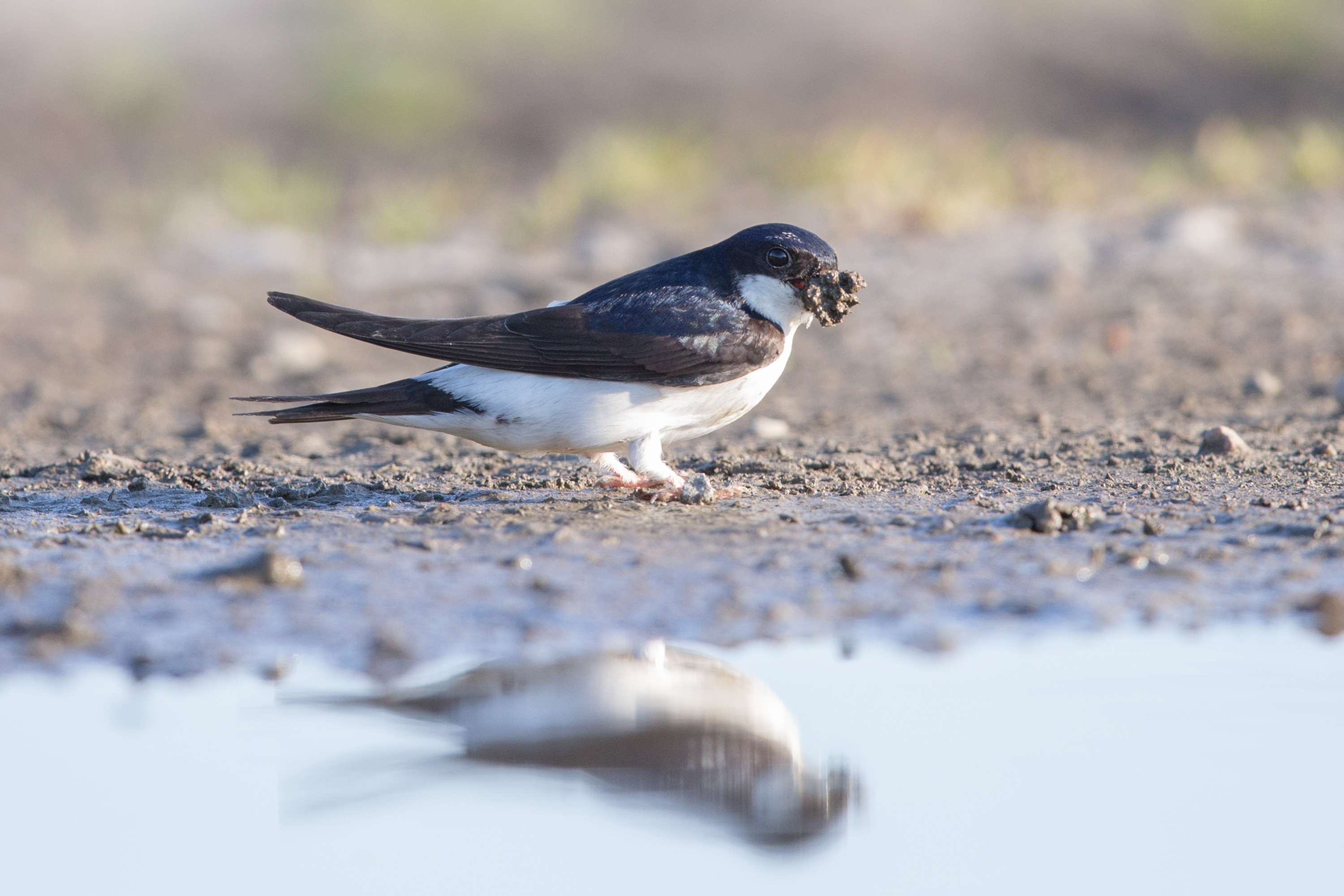
Zbieranie błota

Oknówka pierwotnie gniazdowała na klifach i w jaskiniach, także i dziś można spotkać gniazdujące kolonie na klifie, z gniazdami pod zwisającymi skałami. Obecnie w dużej mierze wykorzystuje ludzkie konstrukcje, takie jak mosty i domy. W przeciwieństwie do dymówki wykorzystuje zewnętrze budynków mieszkalnych, a nie wnętrze stodoły lub stajni. Gniazda buduje na styku pionowej powierzchni i zwisu, np. na okapie domu, aby można je było wzmocnić poprzez przymocowanie do obu płaszczyzn.

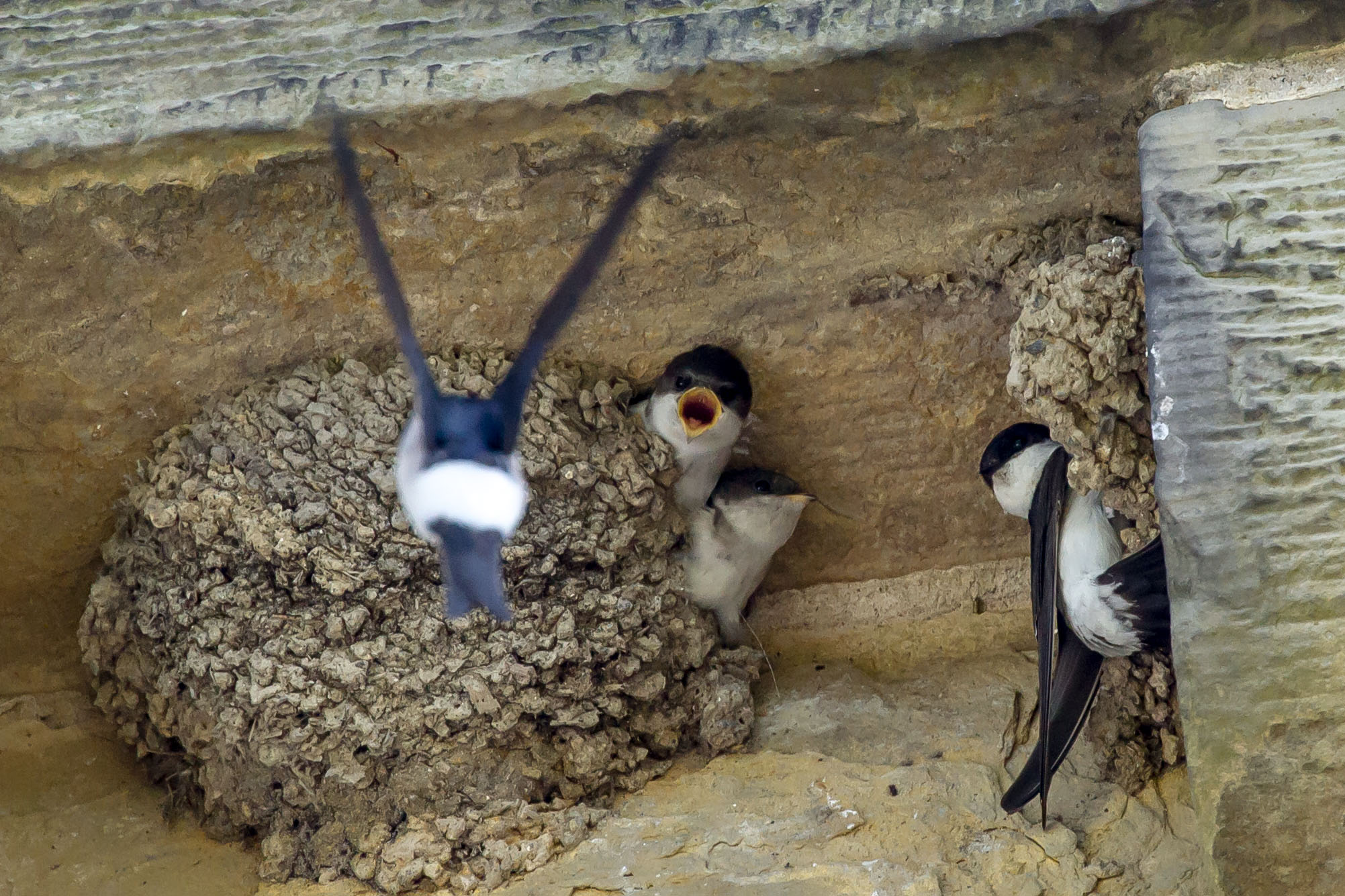
Samica powracająca do gniazda pod okapem dachu w hrabstwie Kent w Anglii

Ptaki odbywające lęgi wracają do Europy w okresie od kwietnia do maja, a budowanie gniazd rozpoczyna się od końca marca w Afryce Północnej do połowy czerwca w Laponii. Gniazdo jest schludną, zamkniętą wypukłą czaszą przymocowaną poniżej wystającej półki, z wąskim otworem u góry. Jest budowane przez obie płcie z błota zebranego w dzioby i wyłożone trawami, włosami lub innymi miękkimi materiałami. Błoto, dodawane w kolejnych warstwach, jest zbierane ze stawów, strumieni lub kałuż. Wróble często próbują przejąć gniazdo podczas budowy, a w przypadku powodzenia oknówka odbudowuje je w innym miejscu. Otwór wlotowy na górze czaszy jest tak małe, że kiedy gniazdo jest gotowe, wróble nie mogą go już przejąć.

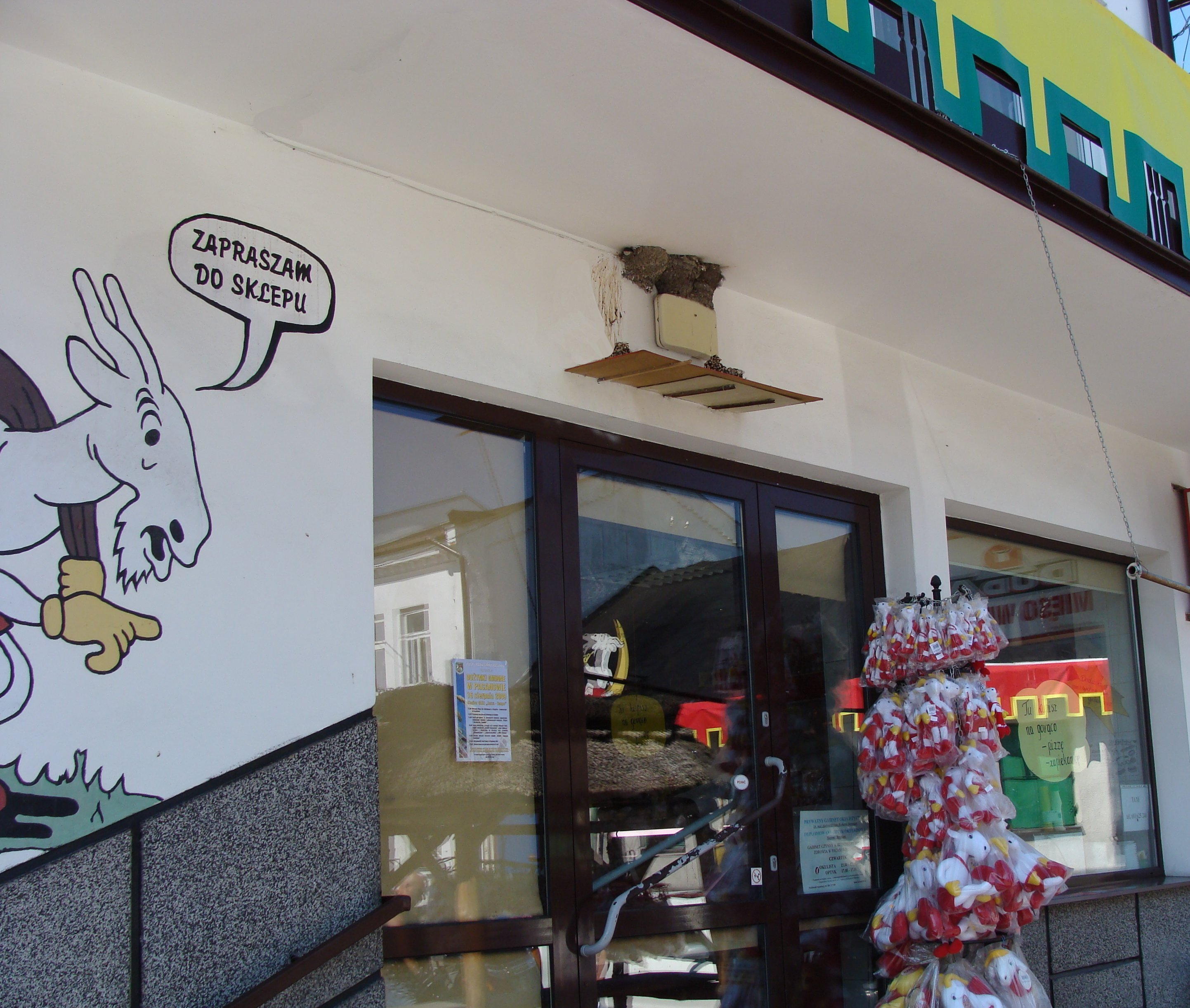
Zabezpieczenie klientów sklepu

Oknówka wykazuje tendencję do lęgów w koloniach, a gniazda można budować w bliskim kontakcie z innymi osobnikami. Wielkość kolonii mniejsza niż 10 gniazd jest typowa, ale istnieją udokumentowane kolonie z tysiącami gniazd. Zazwyczaj składają cztery lub pięć białych jaj, które mają średnią wielkość 1,9 cm × 1,33 cm i ważą 1,7 g. Samica wysiaduje jaja przez większość czasu inkubacji, która zwykle trwa 14–16 dni. Nowo wyklute pisklęta są gniazdownikami i po kolejnych 22–32 dniach, w zależności od pogody, opuszczają gniazdo. Młode pisklęta przebywają z rodzicami i są karmione przez około tydzień po opuszczeniu gniazda. Czasami ptaki jednoroczne z pierwszego lęgu pomagają w karmieniu drugiego lęgu.

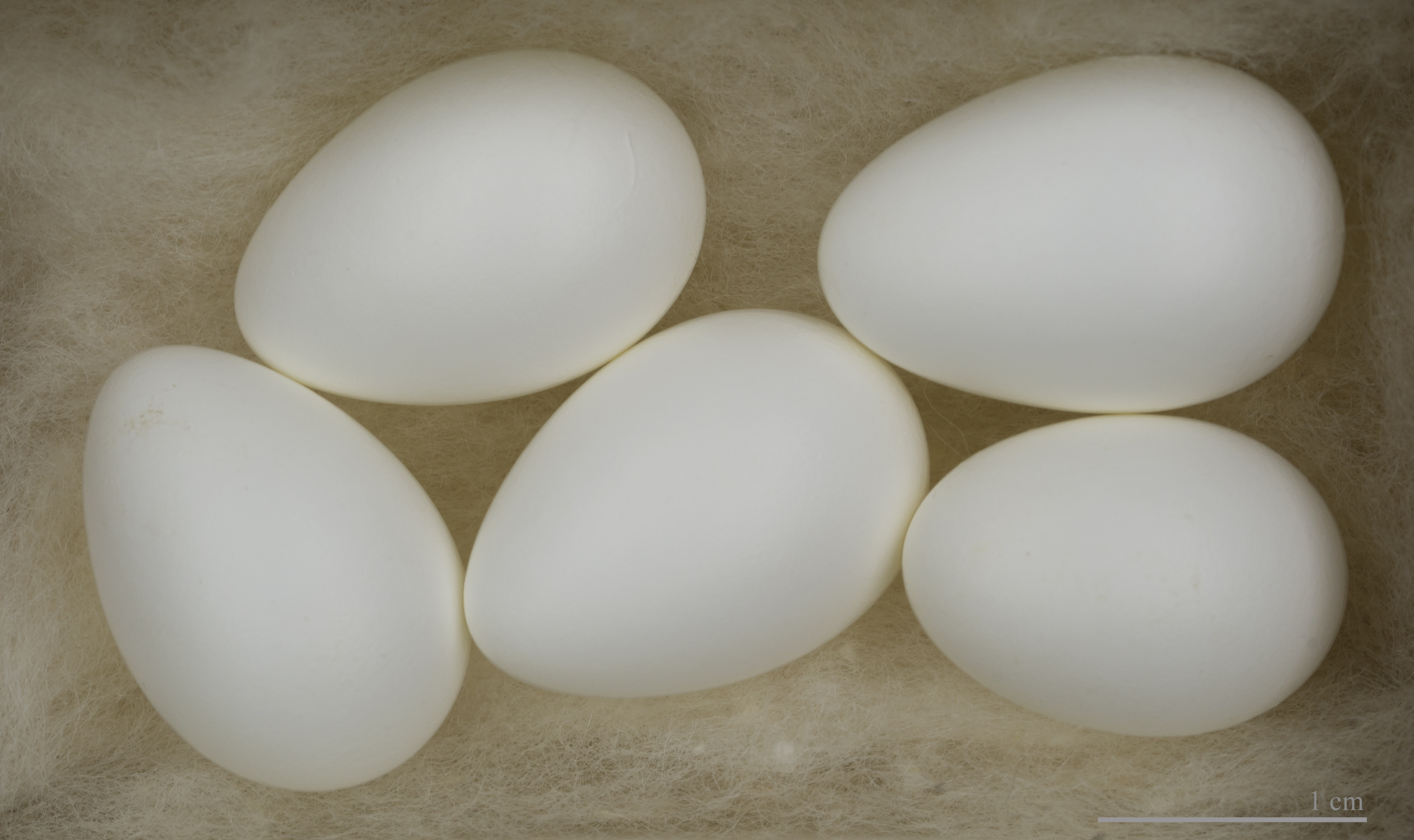
Jaja z kolekcji muzealnej

Zwykle co roku występują dwa lęgi, gniazdo jest ponownie wykorzystywane dla drugiego lęgu, a następnie naprawiane i ponownie wykorzystywane w kolejnych latach. Wykazują silną filopatrię – oknówki wykorzystują nawet do 90% gniazd z lat wcześniejszych. Sukces wyklucia wynosi 90%, a przetrwanie 60–80%. Trzecie lęgi nie są rzadkie, choć pisklęta z późnego lęgu często pozostawione są na śmierć głodową. Średnia roczna śmiertelność dorosłych osobników gniazdujących w zachodniej Palearktyce wynosi 40–60%, przy czym większość śmierci występuje poza okresem lęgowym. Badanie brytyjskich osobników odbywających lęgi, dało średni wskaźnik przeżycia dorosłego wynoszący nieco poniżej 40%, ale w przedziale od 25% do 70%. Opady deszczu na afrykańskich zimowiskach są głównym czynnikiem decydującym o przetrwaniu dorosłych, chociaż deszczowa pogoda na obszarach lęgowych ma bardzo niewielki wpływ. Chociaż odnotowano osobniki w wieku 10 i 14 lat, większość przeżywa krócej niż pięć lat. Przez tygodnie po opuszczeniu gniazda młode gromadzą się w stale rosnących gromadach, które wraz z upływem sezonu można zobaczyć, zbierające się na drzewach, dachach lub na liniach elektroenergetycznych, wraz z innymi gatunkami jaskółek. Do końca października większość ptaków opuszcza obszary lęgowe w zachodniej i środkowej Europie, choć ich widok w listopadzie i grudniu nie jest rzadkim zjawiskiem, a dalej na południe migracja i tak kończy się później.
Po połączeniu w pary pozostają razem, aby rozmnażać się do końca życia; jednak kopulacje poza parą są powszechne, co powoduje, że gatunek ten jest genetycznie poligamiczny, mimo że jest monogamiczny społecznie. Przeprowadzone w Szkocji badanie wykazało, że 15% piskląt nie było spokrewnionych z ich domniemanymi ojcami, a 32% lęgów zawierało co najmniej jedną dodatkową parę piskląt. Samce tworzące dodatkowe pary, zwykle z gniazd, w których już złożone zostały jaja, często obserwowano jak wchodziły do innych gniazd. Samiec początkowo stara się, aby samica spędzała niewiele czasu samotnie w gnieździe i towarzyszy jej w lotach, ale ochrona partnera słabnie po rozpoczęciu składania jaj, więc najmłodsze pisklę często ma innego ojca.
Oknówkę regularnie obserwuje się, jak hybrydyzuje z dymówką, co jest jednym z najczęstszych międzygatunkowych krzyżówek wśród wróblowych. Częstość występowania takich hybryd doprowadziła do pojawienia się sugestii, że Delichon jest niewystarczająco odseparowany genetycznie od Hirundo, aby być uznawanym za osobny rodzaj.

### Pożywienie
Oknówka ma podobne zwyczaje do innych owadożernych ptaków, w tym innych jaskółek oraz niespokrewnionych z nimi jerzyków, i łapie owady w locie. Na obszarach gniazdowania, muchy i mszyce stanowią znaczną część diety, w Europie pożywienie oknówki, w większej niż u dymówek części, stanowią mszyce i małe muchy. Podobnie jak w przypadku tego gatunku, błonkoskrzydłe, zwłaszcza latające mrówki, stanowią ważny punkt jadłospisu na obszarach zimowisk.
Gatunek ten poluje na średniej wysokości 21 m w sezonie lęgowym, ale niżej w deszczowych warunkach. Tereny łowieckie są zwykle w zasięgu 450 m od gniazda, oknówki preferują otwarte tereny lub wodę, ten ostatni teren szczególnie przy złej pogodzie, ale podążają także za pługiem lub dużymi zwierzętami, aby złapać wypłoszone owady. Na zimowiskach polowania odbywają się na większej wysokości 50 m.

### Drapieżniki i pasożyty

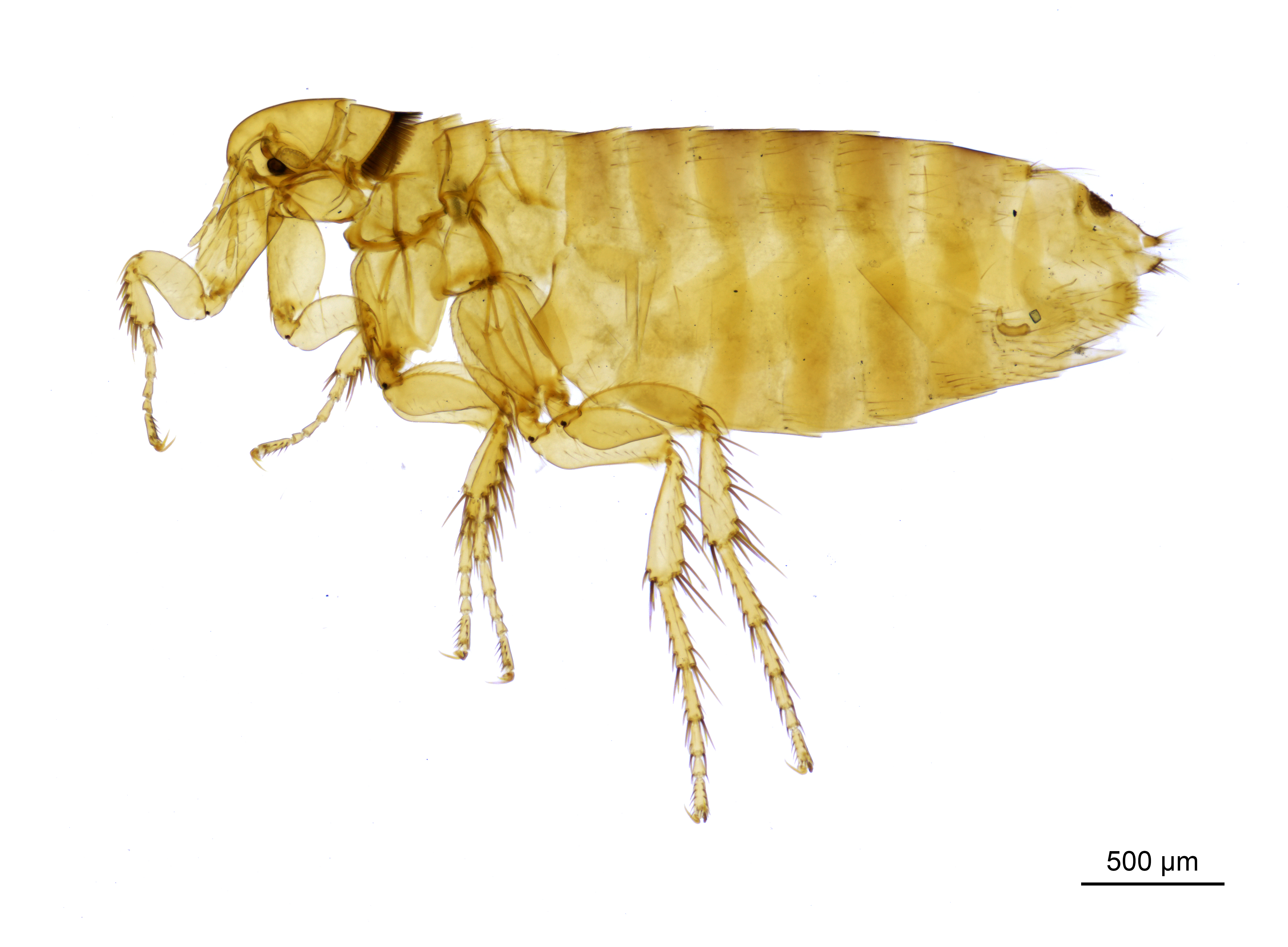
Pchła pasożytująca na samicy oknówki

Chociaż oknówka jest czasami celem polowań kobuza (Falco subbuteo), jej umiejętności powietrzne pozwalają na uniknięcie większości drapieżników.
Pasożyty zewnętrzne to pchły i roztocza, takie jak pchła Ceratophyllus hirundinis i wewnętrzne endopasożyty jak Haemoproteus prognei (ptasia malaria), które są przenoszone przez ssące krew owady, w tym komary. Polskie badanie wykazało, że gniazda zwykle zawierały ponad 29 osobników ektopasożytów, przy czym C. hirundinis i Oeciacus hirundinis były najczęstsze.

## Status i ochrona

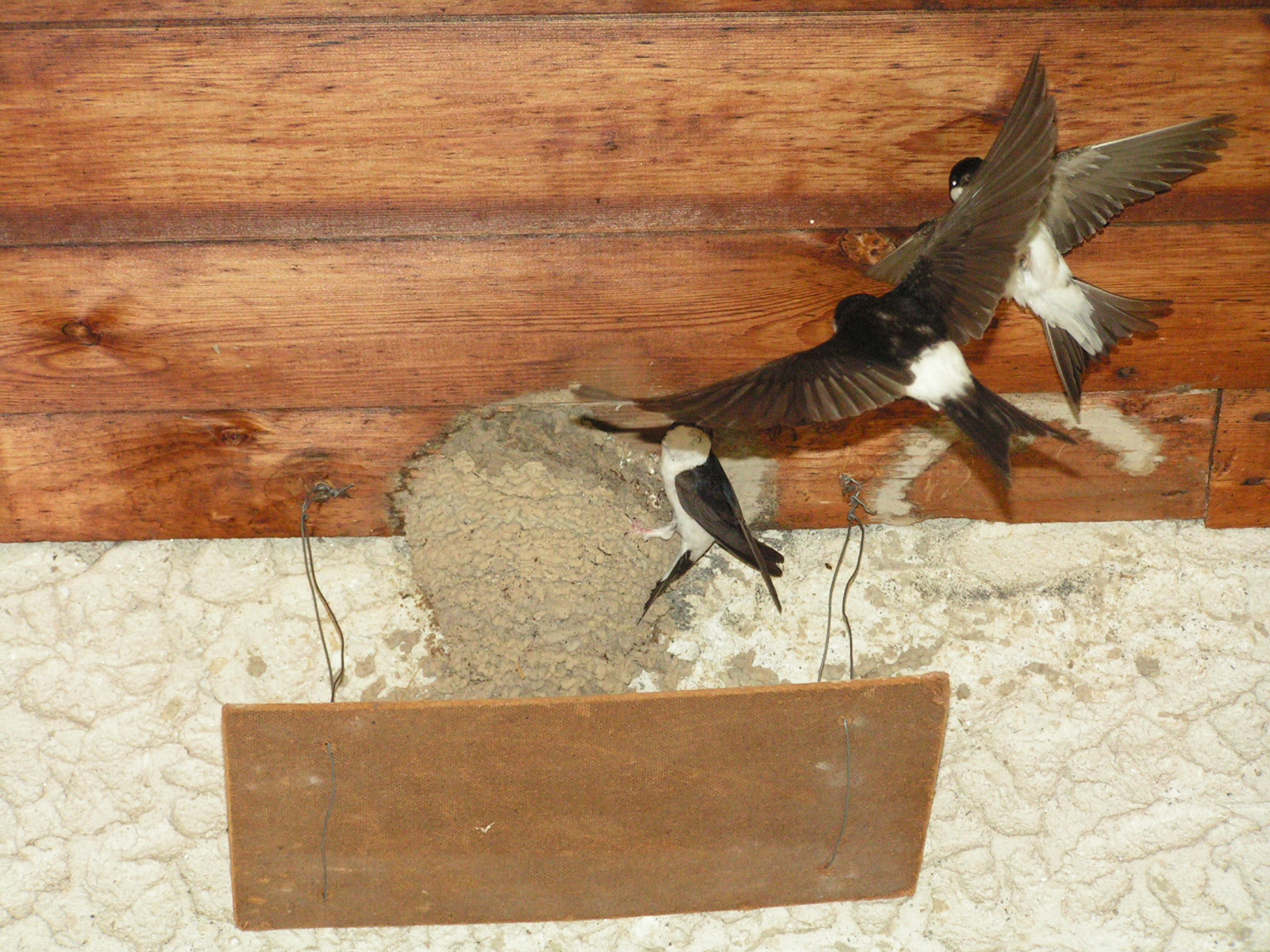
Gniazdo z podłożoną poniżej deską, mającą zapobiegać brudzeniu budynku

W Czerwonej księdze gatunków zagrożonych IUCN w 2016 roku oknówka podzielona została na dwa gatunki: Delichon urbicum i Delichon lagopodum; oba zaliczane są do kategorii „najmniejszej troski” (LC – Least Concern), a trend liczebności ich populacji uznawany jest za spadkowy.
Zasięg występowania tego ptaka jest bardzo rozległy, szacowany jest na 30,8 mln km², jest to jednak tzw. Extent of Occurrence (EOO), a nie rzeczywisty obszar zajmowany przez gatunek. Populację europejską (wraz z całą Turcją) szacuje się na 22,4–47,2 milionów dorosłych osobników. Choć istnieją dowody na wahania liczebności pewnych populacji, to tendencje zmiany liczebności gatunku w skali globalnej nie były poddawane szczegółowym badaniom. Gatunek nie ma specjalnego statusu w ramach Konwencji o międzynarodowym handlu dzikimi zwierzętami i roślinami gatunków zagrożonych wyginięciem (CITES), która reguluje międzynarodowy handel okazami dzikich zwierząt i roślin. Jednak w Europie liczebność populacji wykazuje trend zniżkujący, dlatego główne brytyjskie organizacje, zajmujące się ochroną przyrody zaktualizowały poziom ochrony najpierw na bursztynowy (co oznacza średni stopień ochrony), a w 2021 roku na czerwony (stopień najwyższy).
Gatunek bardzo skorzystał na wycinaniu lasów, gdyż spowodowało to wytworzenie otwartych siedlisk, które on preferuje. Skorzystał również na zasiedleniu rozległych terenów przez ludzi, gdyż zyskał mnóstwo odpowiednich i bezpiecznych miejsc na gniazda. Liczebność populacji może ulegać wahaniom jedynie lokalnie. Nowoczesne domy dostarczają więcej miejsc na gniazda, a ustawodawstwo dotyczące czystego powietrza umożliwiło gniazdowanie w centrach miast, takich jak Londyn. Na przykład, na początku XXI w. populacja oknówki w Sheffield, w centralnej części Wielkiej Brytanii, została oszacowana na 12 353 osobniki. I przeciwnie – zła pogoda, zatruwanie środowiska pestycydami stosowanymi w rolnictwie, zbyt mała ilość błota na gniazdo oraz rywalizacja z wróblem może ich liczebność obniżać. Powszechny spadek liczebności oknówki jest odnotowywany w centralnej i północnej Europie od 1970. Ze względu na chwytanie owadów latających, ptak ten jest zwykle tolerowany przez ludzi, gdy zakłada gniazdo na budynkach, choć odchody gromadzące się poniżej gniazda mogą powodować pewne niedogodności dla mieszkańców, którzy czasem z tego powodu niszczą gniazda.
Na terenie Polski gatunek ten jest objęty ścisłą ochroną gatunkową. Na Czerwonej liście ptaków Polski oknówka została sklasyfikowana jako gatunek najmniejszej troski (LC). Według szacunków Monitoringu Pospolitych Ptaków Lęgowych, w latach 2013–2018 populacja oknówki na terenie kraju liczyła 417–596 tysięcy par lęgowych, jest więc ona około czterokrotnie rzadsza od dymówki.

## Znaczenie w kulturze człowieka

Herb Ryszarda II, widocznych jest pięć jaskółek

Gatunek ten nie ma tak częstych odniesień literackich, w porównaniu do jaskółki dymówki, choć niektóre starsze wzmianki mogą odnosić się równie dobrze do oknówki, co dymówki. William Szekspir wyraźnie opisuje oknówkę, gdy Banko wskazuje na gniazda tych ptaków, na zamku Makbeta:
"Gość wiosenny,

Jaskółka, owdzie u blank się gnieżdżąca,

Wskazuje swoim pobytem, że niebo

Tchnie tu przyjaźnie: nie ma gzymsu, łuku,

Zakąta, gdzie by ten ptak nie przyczepił

Dla swoich piskląt wiszącej kołyski.

Zauważyłem, że gdzie te ptaszyny

Najchętniej goszczą, tam powietrze bywa

Najczystsze."
(Makbet, Akt I, scena VI).